# Serra del Navall
La Serra del Navall és una serra situada als municipis de Fogars de Montclús i Montseny a la comarca del Vallès Oriental, amb una elevació màxima de 858 metres.